# الغرافة (قطر)
الغرافة هي مدينة قطرية تابعة لبلدية الريان تقع على مسافة 4 كيلو مترات شمال منطقة الريان، وعلى بعد عشرة كيلو مترات من العاصمة القطرية الدوحة. سميت الغرافة بهذا الاسم نسبة إلى إلى ضاحية. كلمة غرافة مشتقة من كلمة غرف، في موسم الأمطار تتمركز المياه في هذه المنطقة بكثرة لذلك كان الناس في السابق يأتون ويغرفون يتزودون المياه من هذه المنطقة لذلك أطلق عليها اسم غرافة ، تعتبر من المدن القطرية  فهي تمتاز بالتنظيم العمراني الجيد والشوارع الحديثة، والمباني الجميلة، والأسواق التجارية الحديثة، وبها نادي رياضي يسمى نادي الغرافة الرياضى،  وبها استاد رياضي يسمى ملعب الغرافة الخاص بنادي الغرافة.